# 小田切万寿之助
小田切 萬壽之助（おだぎり ますのすけ、1868年2月18日〈明治元年1月25日〉  – 1934年〈昭和9年〉9月12日）は、日本の外務省官僚、銀行家。総領事。横浜正金銀行取締役。出羽国米沢（後の米沢市）出身。

## 人物
万寿之助は1868年（明治元年）1月25日、出羽国米沢に小田切盛徳の長男として生まれる。少年時代は地元で学び、後に上京して1886年（明治19年） に、外務省に入省。間もなくして天津に留学する。その後、領事館書記生となり公使館書記生を経て、1896年（明治29年）に、二等領事となって以来、郵便電信書記、二等郵便局長、杭州郵便局長、上海総領事代理、等の官職を歴任し、1902年（明治35年）には総領事となり、日清通商航海条約改訂委員及び清国関税率換算委員なども務めた。そして1905年（明治38年）に総領事を依願退職すると、横浜正金銀行の顧問に就任し、その翌年の役員選挙では取締役に当選した。その後は同取締役を長らく務め、満州総括店監理、清国支店出張所監理、対丈特殊事務取扱、頭取席事務取扱などの担当を歴任した。墓所は多磨霊園。

## 経歴
- 明治元年1月25日 - 小田切盛徳の長男として誕生[1]。
- 幼少時代は郷学で学び、後に上京する[1]。
- 1886年（明治19年） - 外務省入省、天津に留学[1]。
- 1887年（明治20年）12月19日 - 任　領事館書記生、叙　判任官五等[3]、後に公使館書記生となる[1]。
- 1896年（明治29年）
  - 6月8日 - 任　二等領事、叙　高等官六等[4]、賜　三級俸、任　杭州在勤[5]。
  - 6月22日 - 兼任　郵便電信書記、兼任　二等郵便局長[2]。
  - 11月1日 - 兼任　杭州郵便局長、叙　高等官六等[2]。
  - 11月8日 - 賜　五級俸[6]。
- 1897年（明治30年）
  - 5月18日 - 上海在勤、総領事代理、杭州兼勤[7]。
  - 12月22日 - 賜　四級俸[8]。
- 1898年（明治31年）
  - 6月13日 - 任　一等領事、叙　高等官五等、賜　四級俸[9]。
  - 10月7日 - 清国高工業視察[2]。
- 1899年（明治32年）
  - 3月31日 - 賜　三級俸[10]。
  - 10月9日 - 免　杭州兼勤[2]。
  - 10月23日 - 免　兼官[2]。
- 1900年（明治33年）
  - 4月6日 - 免　九江兼轄[2]。
  - 9月30日 - 賜　二級俸[11]。
- 1901年（明治34年）3月31日 - 昇叙　高等官四等[12]、賜　三級俸[13]。
- 1902年（明治35年）
  - 1月10日 - 任　総領事、叙　高等官四等[14]、賜　二級俸[15]。
  - 2月28日 - 日清通商航海条約改訂委員、清国関税率換算委員[2]。
  - 12月28日 - 明治33年の北清事変に於ける功にて、叙勲・勲章・金幣を授かる[2]。
- 1903年（明治36年）12月8日 - 賜　一級俸[16]。
- 1904年（明治37年）1月16日 - 日清通商航海条約改訂委員　被免、清国関税率換算委員　被免[17]。
- 1905年（明治38年）
  - 4月20日 - 昇叙　高等官三等[18]、賜　二級俸[19]。
  - 7月18日 - 総領事　依願免官[20]。
  - 7月21日 - 横浜正金銀行顧問[2]。
- 1906年（明治39年）
  - 3月10日 - 横浜正金銀行取締役　当選[2]。
  - 3月14日 - 満州総括店監理[2]。
  - 4月1日 - 明治三十七八年の事件に於ける功にて、叙勲・勲章・金幣を授かる[2]。
- 1911年（明治44年）3月16日 - 清国支店出張所監理[2]。
- 1919年（大正8年）5月15日 - 各支店出張所監理　解任、対支特殊事務取扱[2]。
- 1920年（大正9年）9月7日 - 平和条約等締結の功にて勲章を授け賜る[2]。
- 1921年（大正10年）
  - 3月15日 - 頭取席事務取扱[2]。
  - 10月8日 - ワシントン会議参列全権委員随員[21]。
- 1923年（大正12年）12月28日 - 対支文化事業調査会委員[22]。
- 1924年（大正13年）2月11日 - ワシントン会議参列随員の功にて賞杯を賜る[23]。
- 1934年（昭和9年）9月12日 - 死去。特旨を以て位一級追昇される[24]。

## 栄典・授章・受賞
位階
- 1896年（明治29年）7月30日 - 正七位[25]
- 1898年（明治31年）9月10日 - 従六位[26]
- 1901年（明治34年）7月10日 - 正六位[27]
- 1905年（明治38年）6月30日 - 従五位[28]
- 1934年（昭和9年）9月12日 - 正五位[24]

勲章等
- 1899年（明治32年）5月13日 - 勲六等単光旭日章[29]
- 1902年（明治35年）12月28日 - 勲五等双光旭日章・金千三百円[30]
- 1904年（明治37年）5月20日 - 勲四等旭日小綬章[31]
- 1906年（明治39年）4月1日 - 勲三等旭日中綬章・金二千円[2]。
- 1916年（大正5年）10月14日 - 勲二等瑞宝章[32]
- 1920年（大正9年）9月7日 - 旭日重光章[33]
- 1924年（大正13年）2月11日 - 金杯一組[23]

外国勲章等佩用允許
- 1899年（明治32年）7月31日 - 大清帝国：二等第二双竜宝星[34]
- 1905年（明治38年）7月22日 - 大清帝国：二等第一双竜宝星[35]
- 1916年（大正5年）
  - 1月14日 - 支那共和国：三等嘉禾章[36]
  - 2月27日 - フランス共和国：レジオンドヌール勲章シュヴァリエ[37]
- 1917年（大正6年）3月19日 - ロシア帝国：神聖スタニスラス星章付第二等勲章[38]
- 1918年（大正7年）5月7日 - 支那共和国：二等嘉禾章[39]
- 1924年（大正13年）10月28日 - フランス共和国：レジオンドヌール勲章オフィシエ[40]

## 著作物
著書
- 『銀台遺稿』　1935年　小田切万寿之助（著）　小田切武林（出版）[41]
- 『合衆国西北部ニ於テ帝国領事館新設地撰択ニ関スル報告』　1894年　小田切萬壽之助（著）　外務省通商局第二課（出版）[41]

纂著
- 『朝鮮』　1890年　小田切万寿之助（纂著）[41]

編纂
- 『譯補支那交通紀實』 　1917年　小田切万寿之助（編纂）[41]

## 関連論文
- 『小田切万寿之助研究 -明治大正期中日関係史の一側面』「小田切万寿之助明治大正期中日関係史」　于乃明（著）〈博士論文〉　筑波大学[41]

## 親族
- 父 小田切盛徳 - 元老院少書記官
- 妻・けい（桂子） - 矢野二郎の姪[42]
- 長男 小田切武林 - 銀行家
- 弟 小田切延寿　海軍機関大佐、昭和鋼管役員

## 参考資料
- 『両羽之現代人』 　1919年　古山省吾 編
- 『アジア歴史資料センター』
- 『国立国会図書館』